# Гандбол на літніх Олімпійських іграх 2012 (жінки)
Змагання з гандболу серед жінок на Іграх XXX Олімпіади у Лондоні проходили з 28 липня по 11 серпня 2012 року.

## Кваліфікація
| Турнір                     | Дата                | Місце проведення | Квота | Команди            |
| -------------------------- | ------------------- | ---------------- | ----- | ------------------ |
| Приймаюча країна           | —                   | —                | 1     | Велика Британія    |
| Чемпіонат світу 2011       | 3 — 18 грудня 2011  | Бразилія         | 1     | Норвегія           |
| Відбірковий турнір Азії    | 12 — 20 жовтня 2011 | Китай            | 1     | Південна Корея     |
| Панамериканські ігри 2011  | 15 — 24 жовтня 2011 | Гвадалахара      | 1     | Бразилія           |
| Чемпіонат Африки 2012      | 10 — 21 січня 2012  | Рабат/Салі       | 1     | Ангола             |
| Чемпіонат Європи 2010      | 7 — 19 грудня 2010  | Данія            | 1     | Швеція             |
| 1-й кваліфікаційний турнір | 25 — 27 травня 2012 | Ліон             | 2     | Чорногорія Франція |
| 2-й кваліфікаційний турнір | 25 — 27 травня 2012 | Гвадалахара      | 2     | Іспанія Хорватія   |
| 3-й кваліфікаційний турнір | 25 — 27 травня 2012 | Ольборг          | 2     | Росія Данія        |
| Всього                     |                     |                  | 12    |                    |

## Змагання

### Груповий етап
Жеребкування групового етапу відбулася 30 травня 2012 року.

#### Група A

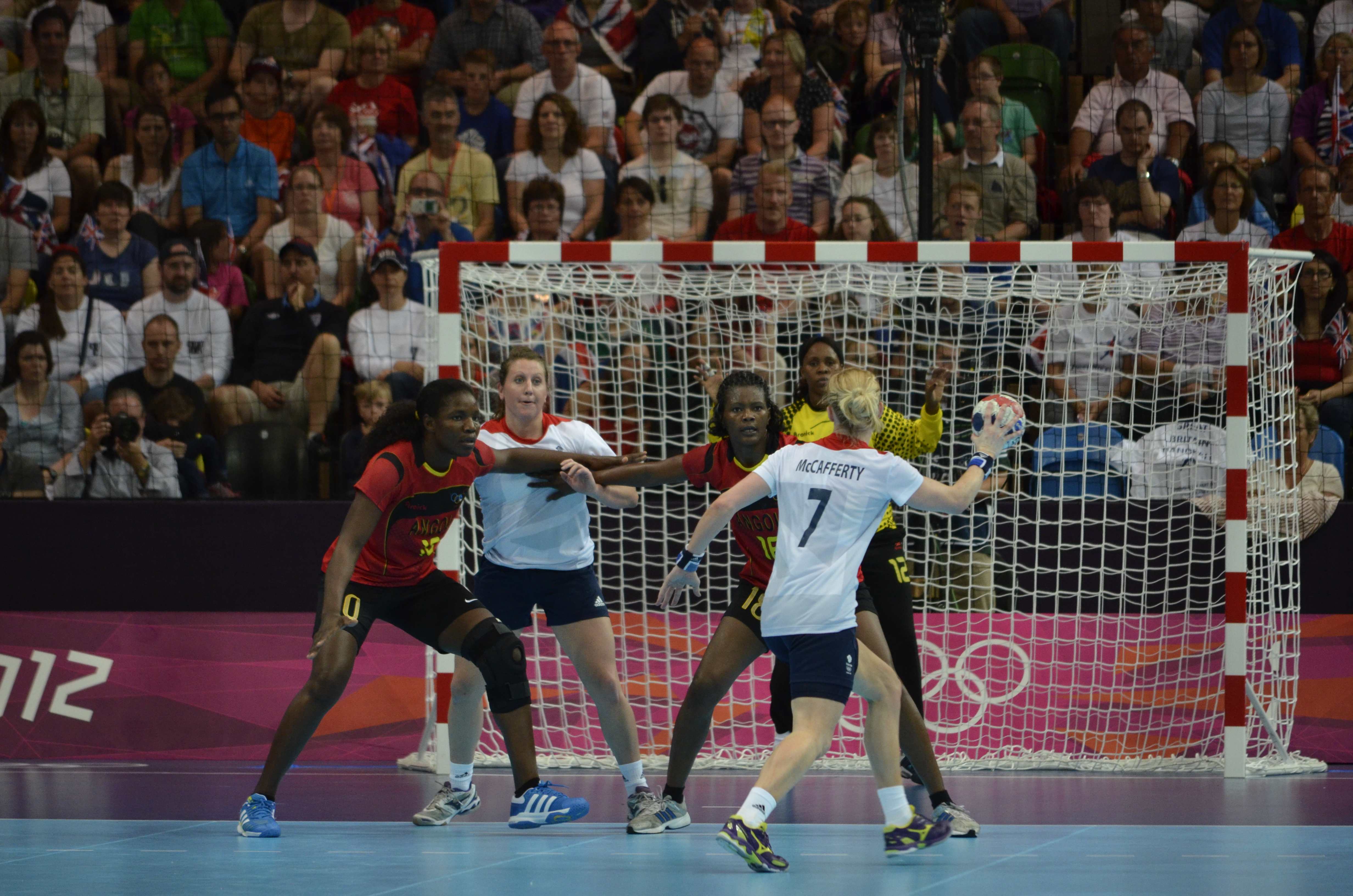
Матч Ангола — Велика Британія

| Місце | Команда         | В | Н | П | ГЗ  | ДП  | +/- | Очки |
| ----- | --------------- | - | - | - | --- | --- | --- | ---- |
| 1     | Бразилія        | 4 | 0 | 1 | 137 | 122 | +15 | 8    |
| 2     | Хорватія        | 4 | 0 | 1 | 145 | 115 | +30 | 8    |
| 3     | Росія           | 3 | 1 | 1 | 151 | 125 | +26 | 7    |
| 4     | Чорногорія      | 2 | 1 | 2 | 137 | 123 | +14 | 5    |
| 5     | Ангола          | 1 | 0 | 4 | 132 | 142 | -10 | 2    |
| 6     | Велика Британія | 0 | 0 | 5 | 91  | 166 | -75 | 0    |

| 28 липня 9:30 | Звіт | Росія                | 30: 27 (16:11) | Ангола | Копер Бокс Глядачів: 3604 Судді: Георгій Начевський, Славі Ніколов |
| 28 липня 9:30 | Звіт | Людмила Постнова — 5 | Голи           |        | Копер Бокс Глядачів: 3604 Судді: Георгій Начевський, Славі Ніколов |

| 28 липня 14:30 | Звіт | Хорватія          | 23: 24 (10:9) | Бразилія                                   | Копер Бокс Глядачів: 3942 Судді: Шарлот Бонавентура, Жюлі Бонавентура |
| 28 липня 14:30 | Звіт | Діана Йоветіч — 6 | Голи          | Алешандре ду Насіменто, Едуарда Аморім — 5 | Копер Бокс Глядачів: 3942 Судді: Шарлот Бонавентура, Жюлі Бонавентура |

| 28 липня 19:30 | Звіт | Чорногорія            | 31: 19 (18:12) | Велика Британія  | Копер Бокс Глядачів: 3941 Судді: Анамарія Дута, Діана Флореску |
| 28 липня 19:30 | Звіт | Анджела Булатович — 5 | Голи           | Марі Герброн — 6 | Копер Бокс Глядачів: 3941 Судді: Анамарія Дута, Діана Флореску |

| 30 липня 9:30 | Звіт | Ангола                              | 23: 28 (11:13) | Хорватія         | Копер Бокс Глядачів: 3892 Судді: Мохамед Аль-Нуаімі, Омар Омар |
| 30 липня 9:30 | Звіт | Ізабель Гвіана, Марселіна Кіала — 5 | Голи           | травня Зебіч — 9 | Копер Бокс Глядачів: 3892 Судді: Мохамед Аль-Нуаімі, Омар Омар |

| 30 липня 14:30 | Звіт | Велика Британія    | 16: 37 (8:17) | Росія                                 | Копер Бокс Глядачів: 4596 Судді: Шарлот Бонавентура, Жюлі Бонавентура |
| 30 липня 14:30 | Звіт | Лин Бувальщина — 5 | Голи          | Емілія Турей, Ольга Черноіваненко — 5 | Копер Бокс Глядачів: 4596 Судді: Шарлот Бонавентура, Жюлі Бонавентура |

| 30 липня 19:30 | Звіт | Бразилія                   | 27: 25 (15:16) | Чорногорія             | Копер Бокс Глядачів: 3974 Судді: Пер Олесеві, Ларс Педерсен |
| 30 липня 19:30 | Звіт | Алешандре ду Насіменто — 8 | Голи           | Катаріна Булатович — 5 | Копер Бокс Глядачів: 3974 Судді: Пер Олесеві, Ларс Педерсен |

| 1 серпня 11:15 | Звіт | Чорногорія                            | 30: 25 (13:14) | Ангола              | Копер Бокс Глядачів: 4354 Судді: Мохамед Аль-Нуаімі, Омар Омар |
| 1 серпня 11:15 | Звіт | Бояна Попович, Катаріна Булатович — 6 | Голи           | Азенаіде Карлос — 7 | Копер Бокс Глядачів: 4354 Судді: Мохамед Аль-Нуаімі, Омар Омар |

| 1 серпня 16:15 | звіт | Велика Британія    | 17: 30 (8:17) | Бразилія               | Копер Бокс Глядачів: 4622 Судді: Ялатіма Кулібалі, Мамоду Діабате |
| 1 серпня 16:15 | звіт | Лин Бувальщина — 5 | Голи          | Ана Паула Родрігес — 7 | Копер Бокс Глядачів: 4622 Судді: Ялатіма Кулібалі, Мамоду Діабате |

| 1 серпня 21:15 | Звіт | Росія            | 28: 30 (15:15) | Хорватія            | Копер Бокс Глядачів: 4098 Судді: Карлос Марія Марина, Даріо Ліонель мінор |
| 1 серпня 21:15 | Звіт | Емілія Турей — 6 | Голи           | Андреа Пенезіч — 10 | Копер Бокс Глядачів: 4098 Судді: Карлос Марія Марина, Даріо Ліонель мінор |

| 3 серпня 9:30 | Звіт | Ангола           | 31: 25 (14:10) | Велика Британія  | Копер Бокс Глядачів: 4081 Судді: Анамарія Дута, Діана Флореску |
| 3 серпня 9:30 | Звіт | Наїр Алмейда — 8 | Голи           | Марі Герброн — 9 | Копер Бокс Глядачів: 4081 Судді: Анамарія Дута, Діана Флореску |

| 3 серпня 14:30 | Звіт | Хорватія           | 27: 26 (12:12) | Чорногорія          | Копер Бокс Глядачів: 4541 Судді: Оскар Лопес, Анхель Сабросо |
| 3 серпня 14:30 | Звіт | Бояна Попович — 10 | Голи           | Андреа Пенезіч — 10 | Копер Бокс Глядачів: 4541 Судді: Оскар Лопес, Анхель Сабросо |

| 3 серпня 16:15 | Звіт | Росія            | 31:27 (15:14) | Бразилія                   | Копер Бокс Глядачів: 4741 Судді: Нордін Лазар, Лоран Ревере |
| 3 серпня 16:15 | Звіт | Емілія Турей — 7 | Голи          | Алешандре ду Насіменто — 9 | Копер Бокс Глядачів: 4741 Судді: Нордін Лазар, Лоран Ревере |

| 5 серпня 11:15 | Звіт | Бразилія     | 29: 26 (14:9) | Ангола              | Копер Бокс Глядачів: 4585 Судді: Браян Бартлетт, Аллан Стоукс |
| 5 серпня 11:15 | Звіт | 3 гравця — 5 | Голи          | Марселіна Кіала — 6 | Копер Бокс Глядачів: 4585 Судді: Браян Бартлетт, Аллан Стоукс |

| 5 серпня 14:30 | Звіт | Чорногорія             | 25: 25 (15:17) | Росія        | Копер Бокс Глядачів: 4444 Судді: Кеннет Абрахамс, Арне Крістіансен |
| 5 серпня 14:30 | Звіт | Катаріна Булатович — 7 | Голи           | 3 гравця — 4 | Копер Бокс Глядачів: 4444 Судді: Кеннет Абрахамс, Арне Крістіансен |

| 5 серпня 16:15 | Звіт | Хорватія     | 37: 14 (17:6) | Велика Британія      | Копер Бокс Глядачів: 4792 Судді: Карлос Марія Марина, Даріо Ліонель мінор |
| 5 серпня 16:15 | Звіт | 3 гравця — 5 | Голи          | Кейсі Фейрбразер — 3 | Копер Бокс Глядачів: 4792 Судді: Карлос Марія Марина, Даріо Ліонель мінор |

#### Група B

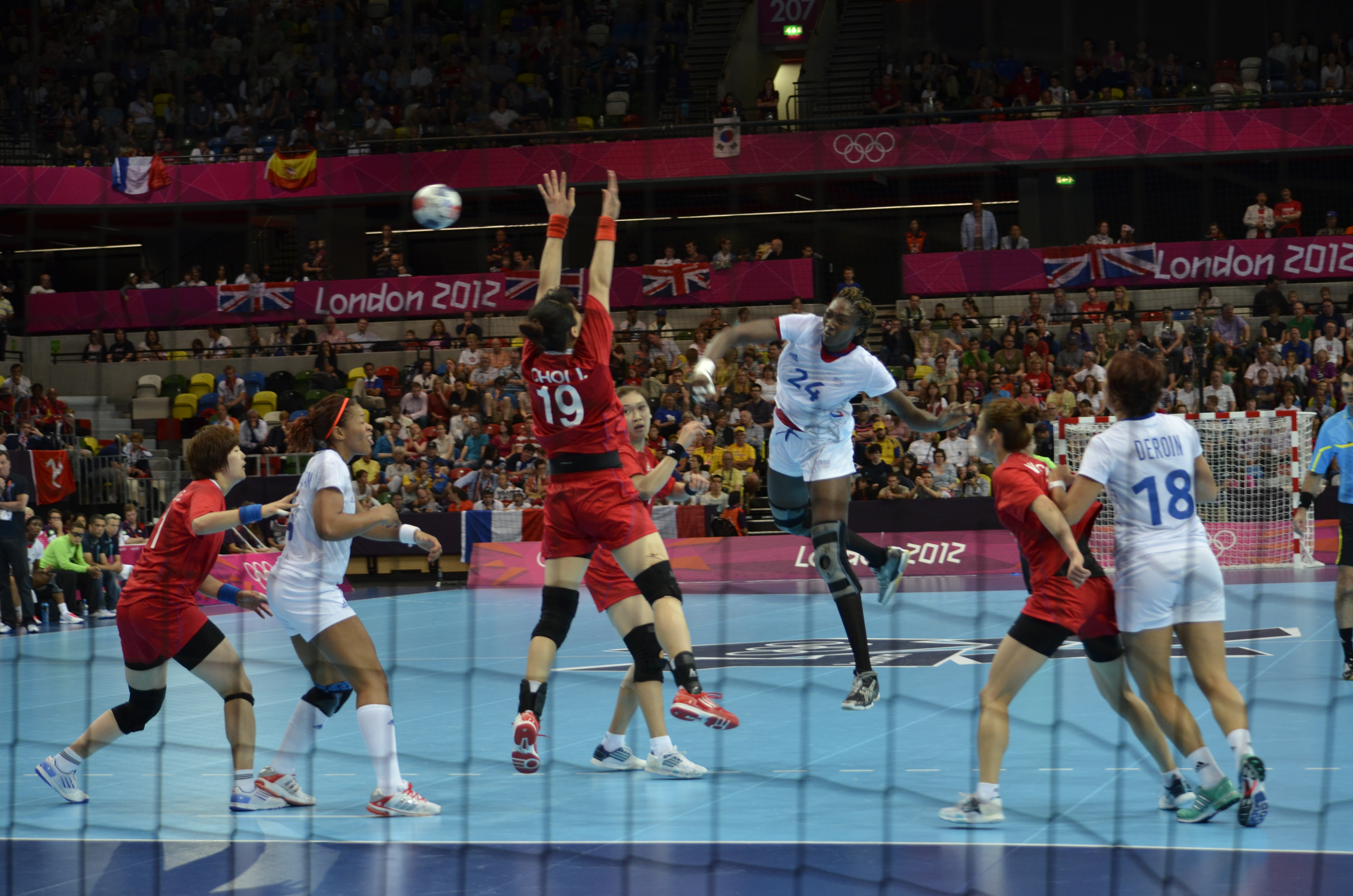
Матч Південна Корея — Франція

| Місце | Команда        | В | Н | П | ГЗ  | ДП  | +/- | Очки |
| ----- | -------------- | - | - | - | --- | --- | --- | ---- |
| 1     | Франція        | 4 | 1 | 0 | 125 | 103 | +22 | 9    |
| 2     | Південна Корея | 3 | 1 | 1 | 136 | 130 | +6  | 7    |
| 3     | Іспанія        | 3 | 1 | 1 | 119 | 114 | +5  | 7    |
| 4     | Норвегія       | 2 | 1 | 2 | 118 | 120 | -2  | 5    |
| 5     | Данія          | 1 | 0 | 4 | 113 | 121 | -8  | 2    |
| 6     | Швеція         | 0 | 0 | 5 | 108 | 131 | -23 | 0    |

| 28 липня 11:15 | Звіт | Іспанія           | 27: 31 (12:16) | Південна Корея | Копер Бокс Глядачів: 3900 Судді: Матія Губіца, Борис Мілошевич |
| 28 липня 11:15 | Звіт | Кармен Мартін — 7 | Голи           | Рю Ин Хі — 9   | Копер Бокс Глядачів: 3900 Судді: Матія Губіца, Борис Мілошевич |

| 28 липня 16:15 | Звіт | Данія          | 21: 18 (8:10) | Швеція              | Копер Бокс Глядачів: 3942 Судді: Ненад Ніколіч, Душан Стойкович |
| 28 липня 16:15 | Звіт | Рікке Сков — 6 | Голи          | Ізабель Гюльден — 5 | Копер Бокс Глядачів: 3942 Судді: Ненад Ніколіч, Душан Стойкович |

| 28 липня 21:15 | Звіт | Норвегія        | 23: 24 (12:17) | Франція                        | Копер Бокс Глядачів: 3968 Судді: Ненад Крстіч, Петер Любич |
| 28 липня 21:15 | Звіт | Іда Альстад — 5 | Голи           | Поль Бадуен, Марьям Сіньте — 5 | Копер Бокс Глядачів: 3968 Судді: Ненад Крстіч, Петер Любич |

| 30 липня 11:15 | Звіт | Південна Корея | 25: 24 (11:10) | Данія              | Копер Бокс Глядачів: 4393 |
| 30 липня 11:15 | Звіт | Чо Хе Бі — 5   | Голи           | Перніль Ларсен — 7 | Копер Бокс Глядачів: 4393 |

| 30 липня 16:15 | Звіт | Франція            | 18: 18 (7:10) | Іспанія         | Копер Бокс Глядачів: 4671 Судді: Вацлав Горачек, Іржі Новотний |
| 30 липня 16:15 | Звіт | Сіраба Дембеле — 6 | Голи          | Марта Лопес — 6 | Копер Бокс Глядачів: 4671 Судді: Вацлав Горачек, Іржі Новотний |

| 30 липня 21:15 | Звіт | Швеція                | 21: 24 (9:14) | Норвегія                                 | Копер Бокс Глядачів: 4459 Судді: Ялатіма Кулібалі, Мамоду Діабате |
| 30 липня 21:15 | Звіт | Ліннея Торстенсон — 6 | Голи          | Лінн-Крістін Корен, Лінн Єрум Суланн — 5 | Копер Бокс Глядачів: 4459 Судді: Ялатіма Кулібалі, Мамоду Діабате |

| 1 серпня 9:30 | Звіт | Норвегія              | 27: 27 (13:15) | Південна Корея | Копер Бокс Глядачів: 4178 Судді: Георгій Начевський, Славі Ніколов |
| 1 серпня 9:30 | Звіт | Лінн Єрум Суланн — 11 | Голи           |                | Копер Бокс Глядачів: 4178 Судді: Георгій Начевський, Славі Ніколов |

| 1 серпня 14:30 | Звіт | Франція      | 29: 17 (16:11) | Швеція          | Копер Бокс Глядачів: 4638 Судді: Матія Губіца, Борис Мілошевич |
| 1 серпня 14:30 | Звіт | 3 гравця — 4 | Голи           | Йоанна Альм — 6 | Копер Бокс Глядачів: 4638 Судді: Матія Губіца, Борис Мілошевич |

| 1 серпня 19:30 | Звіт | Іспанія         | 24: 21 (14:9) | Данія                | Копер Бокс Глядачів: 4368 Судді: Ларс Гайпель, Маркус Хельбіг |
| 1 серпня 19:30 | Звіт | Марта Лопес — 7 | Голи          | Анн Грете Норгор — 7 | Копер Бокс Глядачів: 4368 Судді: Ларс Гайпель, Маркус Хельбіг |

| 3 серпня 11:15 | Звіт | Південна Корея | 21: 24 (12:10) | Франція                 | Копер Бокс Глядачів: 4568 Судді: Ненад Ніколіч, Душан Стойкович |
| 3 серпня 11:15 | Звіт | Сим Хе Ін — 6  | Голи           | Олександра Лакрабер — 4 | Копер Бокс Глядачів: 4568 Судді: Ненад Ніколіч, Душан Стойкович |

| 3 серпня 19:30 | Звіт | Іспанія                        | 25: 24 (11:10) | Швеція                | Копер Бокс Глядачів: 4234 Судді: Мохамед Аль-Нуаімі, Омар Омар |
| 3 серпня 19:30 | Звіт | Марта Лопес, Нелі Альберто — 6 | Голи           | Ханна Фогельстрем — 5 | Копер Бокс Глядачів: 4234 Судді: Мохамед Аль-Нуаімі, Омар Омар |

| 3 серпня 21:15 | Звіт | Данія                | 23: 24 (11:12) | Норвегія       | Копер Бокс Глядачів: 4720 Судді: Вацлав Горачек, Іржі Новотний |
| 3 серпня 21:15 | Звіт | Анн-Грете Норгор — 9 | Голи           | Гейді Леке — 6 | Копер Бокс Глядачів: 4720 Судді: Вацлав Горачек, Іржі Новотний |

| 5 серпня 9:30 | Звіт | Швеція                | 28: 32 (13:16) | Південна Корея | Копер Бокс Глядачів: 4180 Судді: Мансур Абдулла, Салех Бамутреф |
| 5 серпня 9:30 | Звіт | Христина Флонгман — 8 | Голи           | Рю Ин Хі — 10  | Копер Бокс Глядачів: 4180 Судді: Мансур Абдулла, Салех Бамутреф |

| 5 серпня 19:30 | Звіт | Норвегія               | 20: 25 (11:11) | Іспанія           | Копер Бокс Глядачів: 4345 Судді: Ненад Крстіч, Петер Любич |
| 5 серпня 19:30 | Звіт | Лінн-Крістін Корен — 6 | Голи           | Єссіка Алонсо — 7 | Копер Бокс Глядачів: 4345 Судді: Ненад Крстіч, Петер Любич |

| 5 серпня 21:15 | Звіт | Данія                 | 24: 30 (10:17) | Франція         | Копер Бокс Глядачів: 4616 |
| 5 серпня 21:15 | Звіт | Анн-Грете Норгор — 10 | Голи           | Ніна Нжітам — 6 | Копер Бокс Глядачів: 4616 |

### Плей-оф
|  | Чвертьфінали   | Чвертьфінали   |           |         | Півфінали      | Півфінали   |  |  | Фінал     | Фінал |
|  |                |                |           |         |                |             |  |  |           |       |
|  | 7 серпня       |                |           |         |                |             |  |  |           |       |
|  |                |                |           |         |                |             |  |  |           |       |
|  | Бразилія       | 19             |           |         |                |             |  |  |           |       |
|  | Бразилія       | 19             | 9 серпня  |         |                |             |  |  |           |       |
|  | Норвегія       | 21             |           |         |                |             |  |  |           |       |
|  | Норвегія       | 21             | Норвегія  | 31      |                |             |  |  |           |       |
|  | 7 серпня       |                | Норвегія  | 31      |                |             |  |  |           |       |
|  |                | Південна Корея | 25        |         |                |             |  |  |           |       |
|  | Росія          | Південна Корея | 25        | 23      |                |             |  |  |           |       |
|  | Росія          |                | 11 серпня | 23      |                |             |  |  |           |       |
|  | Південна Корея | 24             |           |         |                |             |  |  |           |       |
|  | Південна Корея | 24             | Норвегія  | 26      |                |             |  |  |           |       |
|  | 7 серпня       |                | Норвегія  | 26      |                |             |  |  |           |       |
|  |                | Чорногорія     | 23        |         |                |             |  |  |           |       |
|  | Хорватія       | Чорногорія     | 23        | 22      |                |             |  |  |           |       |
|  | Хорватія       | 9 серпня       |           | 22      |                |             |  |  |           |       |
|  | Іспанія        | 25             |           |         |                |             |  |  |           |       |
|  | Іспанія        | 25             | Іспанія   | 26      | Третє місце    | Третє місце |  |  |           |       |
|  | 7 серпня       |                | Іспанія   | 26      | Третє місце    | Третє місце |  |  |           |       |
|  |                | Чорногорія     | 27        |         |                |             |  |  |           |       |
|  | Чорногорія     | Чорногорія     | 27        | 23      | Південна Корея | 29          |  |  |           |       |
|  | Чорногорія     |                |           | 23      | Південна Корея | 29          |  |  |           |       |
|  | Франція        | 22             |           | Іспанія | 31             |             |  |  |           |       |
|  | Франція        | 22             |           |         | 31             |             |  |  |           |       |
|  |                |                |           |         |                |             |  |  | 11 серпня |       |
|  |                |                |           |         |                |             |  |  |           |       |

#### Чвертьфінали
| 7 серпня 10:00 | Звіт | Бразилія                   | 19: 21 (13:9) | Норвегія               | Копер Бокс Глядачів: 4549 Судді: Шарлот Бонавентура, Жюлі Бонавентура |
| 7 серпня 10:00 | Звіт | Алешандре ду Насіменто — 5 | Голи          | Лінн-Крістін Корен — 5 | Копер Бокс Глядачів: 4549 Судді: Шарлот Бонавентура, Жюлі Бонавентура |

| 7 серпня 13:30 | Звіт | Іспанія             | 25: 22 (13:12) | Хорватія           | Копер Бокс Глядачів: 4553 Судді: Вацлав Горачек, Іржі Новотний |
| 7 серпня 13:30 | Звіт | Елізабет Пінедо — 7 | Голи           | Міранда Татари — 5 | Копер Бокс Глядачів: 4553 Судді: Вацлав Горачек, Іржі Новотний |

| 7 серпня 17:00 | Звіт | Росія                              | 23: 24 (11:14) | Південна Корея  | Копер Бокс Глядачів: 4299 Судді: Оскар Лопес, Анхель Сабросо |
| 7 серпня 17:00 | Звіт | Людмила Постнова, Ольга Левіна — 5 | Голи           | Гвон Хан На — 6 | Копер Бокс Глядачів: 4299 Судді: Оскар Лопес, Анхель Сабросо |

| 7 серпня 20:30 | Звіт | Франція            | 22: 23 (13:13) | Чорногорія                            | Копер Бокс Глядачів: 4559 Судді: Пер Олесеві, Ларс Педерсен |
| 7 серпня 20:30 | Звіт | Марьям Сіньяте — 5 | Голи           | Бояна Попович, Катаріна Булатович — 6 | Копер Бокс Глядачів: 4559 Судді: Пер Олесеві, Ларс Педерсен |

#### Півфінали
| 9 серпня 17:00 | Звіт | Норвегія       | 31: 25 (18:15) | Південна Корея  | Баскетбольна арена Глядачів: 9274 Судді: Матія Губіца, Борис Мілошевич |
| 9 серпня 17:00 | Звіт | Гейді Леке — 8 | Голи           | Гвон Хан На — 7 | Баскетбольна арена Глядачів: 9274 Судді: Матія Губіца, Борис Мілошевич |

| 9 серпня 20:30 | Звіт | Іспанія                 | 26: 27 (13:13) | Чорногорія             | Баскетбольна арена Глядачів: 9087 Судді: Ненад Крстіч, Петер Любич |
| 9 серпня 20:30 | Звіт | Нелі Карла Альберто — 6 | Голи           | Катаріна Булатович — 9 | Баскетбольна арена Глядачів: 9087 Судді: Ненад Крстіч, Петер Любич |

#### Матч за третє місце
| 11 серпня 17:00 | Звіт | Південна Корея  | 29: 31 (13:13, 11:11, 4:4, 1:3) | Іспанія                              | Баскетбольна арена Глядачів: 9622 Судді: Пер Олесеві, Ларс Педерсен |
| 11 серпня 17:00 | Звіт | Гвон Хан На — 7 | Голи                            | Нелі Альберто, бегонії Фернандес — 5 | Баскетбольна арена Глядачів: 9622 Судді: Пер Олесеві, Ларс Педерсен |

#### Фінал
| 11 серпня 20:30 | Звіт | Норвегія              | 26: 23 (13:10) | Чорногорія              | Баскетбольна арена Глядачів: 9739 Судді: Шарлот Бонавентура, Жюлі Бонавентура |
| 11 серпня 20:30 | Звіт | Лінн Єрум Суланн — 10 | Голи           | Катаріна Булатович — 10 | Баскетбольна арена Глядачів: 9739 Судді: Шарлот Бонавентура, Жюлі Бонавентура |

### Призери
Каролін Дюре Брейванг, Карі Олвік Грінсбе, Карі Метте Йогансен, Крістін Лунде-Боргерсен, Тоньє Нестволд, Лінн-Крістін Рігелгут Корен, Єріл Сноррегген та Маріт Мальм Фрафйорд стали дворазовими олімпійськими чемпіонками. Збірні Чорногорії та Іспанії вперше завоювали медалі Олімпійських ігор.
| Турнір | Золото | Срібло | Бронза |
| Жінки  | Норвегія · Карі Олвік Грінсбе · Іда Альстад · Гейді Леке · Тоньє Нестволд · Каролін Дюре Брейванг · Крістін Лунде-Боргерсен · Карі Метте Йогансен · Маріт Мальм Фрафйорд · Лінн Єрум Сулланд · Катрін Лунде Гаральдсен · Лінн-Крістін Рігелгут Корен · Єріл Сноррегген · Аманда Куртович · Камілла Геррем | Чорногорія · Марина Вукчевич · Радміла Мілянич · Йованка Радічевич · Ана Джокич · Марія Йованович · Ана Радович · Анджела Булатович · Соня Бар'яктарович · Мая Савич · Бояна Попович · Сузана Лазович · Катаріна Булатович · Майда Мехмедович · Мілена Кнежевич | Іспанія · Андреа Барно · Кармен Мартін* · Нелі Карла Альберто · Беатріс Фернандес · Вероніка Куадрадо · Марта Манге · Макарена Агілар · Сільвія Наварро · Хессіка Алонсо · Елізабет Пінедо · Бегонья Фернандес · Ванесса Аморос · Патрісія Елорса · Міхаела Чобану · Марта Лопес* |

### Бомбардири
| Гравець                     | Команда        | Голи | Кидки | %  |
| --------------------------- | -------------- | ---- | ----- | -- |
| Катаріна Булатович          | Чорногорія     | 53   | 93    | 57 |
| Бояна Попович               | Чорногорія     | 46   | 77    | 60 |
| Рю Ин Хі                    | Південна Корея | 43   | 92    | 47 |
| Алешандре ду Насіменто      | Бразилія       | 37   | 55    | 66 |
| Марта Лопес                 | Іспанія        | 34   | 67    | 51 |
| Лінн Єрум Суланн            | Норвегія       | 33   | 66    | 50 |
| Нелі Карла Альберто         | Іспанія        | 33   | 58    | 57 |
| Анн-Грете Норгор            | Данія          | 32   | 52    | 62 |
| Чо Хе Бі                    | Південна Корея | 32   | 62    | 62 |
| Лінн-Крістін Рігелгут Корен | Норвегія       | 31   | 39    | 79 |
| Андреа Пенезіч              | Хорватія       | 31   | 55    | 56 |
| Йованка Радічевич           | Чорногорія     | 31   | 51    | 61 |

### Символічна збірна
- Воротар — Сільвія Наварро ( Іспанія)
- Ліва крайня — Елізабет Пінедо ( Іспанія)
- Права крайня — Алешандре ду Насіменто ( Бразилія)
- Лінійна — Гейді Леке ( Норвегія)
- Ліва напівсередня — Бояна Попович ( Чорногорія)
- Права напівсередня — Катаріна Булатович ( Чорногорія)
- розігрується — Марта Лопес ( Іспанія)

### Підсумкове становище
|     | Норвегія        |
|     | Чорногорія      |
|     | Іспанія         |
| 4.  | Південна Корея  |
| 5.  | Франція         |
| 6.  | Бразилія        |
| 7.  | Хорватія        |
| 8.  | Росія           |
| 9.  | Данія           |
| 10. | Ангола          |
| 11. | Швеція          |
| 12. | Велика Британія |